# Taekwondo-Europameisterschaften 2016
Die Taekwondo-Europameisterschaften 2016 fanden vom 19. bis 22. Mai 2016 in Montreux in der Schweiz statt. Veranstaltet wurden die Titelkämpfe von der European Taekwondo Union (ETU). Insgesamt fanden 16 Wettbewerbe statt, jeweils acht bei Frauen und Männern in unterschiedlichen Gewichtsklassen.
Erfolgreichste Nation war das Vereinigte Königreich mit dreimal Gold und einmal Bronze vor der Türkei und Russland. Deutsche Medaillengewinner waren Hamza Adnan Karim mit Silber und Rabia Gülec mit Bronze.

## Medaillengewinner

### Frauen
| Gewichtsklasse | Gold               | Silber              | Bronze                |
| -------------- | ------------------ | ------------------- | --------------------- |
| - 46 kg        | Iryna Romoldanowa  | Blanca Palmer Soler | Hajer Mustapha        |
| - 46 kg        | Iryna Romoldanowa  | Blanca Palmer Soler | Rukiye Yıldırım       |
| - 49 kg        | Tijana Bogdanović  | Ana Petrušič        | Alexandra Lytschagina |
| - 49 kg        | Tijana Bogdanović  | Ana Petrušič        | Lucija Zaninović      |
| - 53 kg        | Tatjana Kudaschowa | Patimat Abakarova   | Zeliha Ağrıs          |
| - 53 kg        | Tatjana Kudaschowa | Patimat Abakarova   | Floriane Liborio      |
| - 57 kg        | Jade Jones         | Nikita Glasnović    | Raheleh Asemani       |
| - 57 kg        | Jade Jones         | Nikita Glasnović    | Martina Zubčić        |
| - 62 kg        | Irem Yaman         | Magda Wiet Henin    | Rabia Gülec           |
| - 62 kg        | Irem Yaman         | Magda Wiet Henin    | Daniela Rotolo        |
| - 67 kg        | Lauren Williams    | Nur Tatar           | Haby Niaré            |
| - 67 kg        | Lauren Williams    | Nur Tatar           | Matea Jelić           |
| - 73 kg        | Iva Radoš          | Milica Mandić       | Reshmie Oogink        |
| - 73 kg        | Iva Radoš          | Milica Mandić       | Petra Matijašević     |
| + 73 kg        | Bianca Walkden     | Nafia Kuş           | Olga Iwanowa          |
| + 73 kg        | Bianca Walkden     | Nafia Kuş           | Rosana Simón          |

### Männer
| Gewichtsklasse | Gold                 | Silber            | Bronze               |
| -------------- | -------------------- | ----------------- | -------------------- |
| - 54 kg        | Mourad Laachraoui    | Jesús Tortosa     | Michail Artamonow    |
| - 54 kg        | Mourad Laachraoui    | Jesús Tortosa     | Stanislaw Denissow   |
| - 58 kg        | Rui Bragança         | Ron Atias         | Feyi Pearce          |
| - 58 kg        | Rui Bragança         | Ron Atias         | Ruslan Poissejew     |
| - 63 kg        | Jaouad Achab         | Jarosław Mecmajer | Stevens Barclais     |
| - 63 kg        | Jaouad Achab         | Jarosław Mecmajer | Joel González        |
| - 68 kg        | Servet Tazegül       | Hamza Adnan Karim | Konstantin Minin     |
| - 68 kg        | Servet Tazegül       | Hamza Adnan Karim | Serguei Vardazarian  |
| - 74 kg        | Júlio Ferreira       | Toni Kanaet       | Claudio Treviso      |
| - 74 kg        | Júlio Ferreira       | Toni Kanaet       | Nicholas Corten      |
| - 80 kg        | Milad Beigi          | Yunus Sarı        | Aaron Cook           |
| - 80 kg        | Milad Beigi          | Yunus Sarı        | Piotr Paziński       |
| - 87 kg        | Wladislaw Larin      | Arman Jeremjan    | Draško Jovanov       |
| - 87 kg        | Wladislaw Larin      | Arman Jeremjan    | Payam Ghobadi Oughaz |
| + 87 kg        | Arman-Marshall Silla | Roman Kusnezow    | Omar El Yazidi       |
| + 87 kg        | Arman-Marshall Silla | Roman Kusnezow    | Piotr Hatowski       |

## Medaillenspiegel
| Platz  | Land                   | Gold | Silber | Bronze | Gesamt |
| ------ | ---------------------- | ---- | ------ | ------ | ------ |
| 1      | Vereinigtes Königreich | 3    | −      | 1      | 4      |
| 2      | Türkei                 | 2    | 3      | 2      | 7      |
| 3      | Russland               | 2    | 1      | 6      | 9      |
| 4      | Belgien                | 2    | −      | 2      | 4      |
| 5      | Portugal               | 2    | −      | −      | 2      |
| 6      | Kroatien               | 1    | 1      | 3      | 5      |
| 7      | Aserbaidschan          | 1    | 1      | 1      | 3      |
| 7      | Serbien                | 1    | 1      | 1      | 3      |
| 9      | Ukraine                | 1    | −      | −      | 1      |
| 9      | Belarus                | 1    | −      | −      | 1      |
| 11     | Spanien                | −    | 2      | 2      | 4      |
| 12     | Frankreich             | −    | 1      | 5      | 6      |
| 13     | Polen                  | −    | 1      | 2      | 3      |
| 14     | Armenien               | −    | 1      | 1      | 2      |
| 14     | Deutschland            | −    | 1      | 1      | 2      |
| 16     | Israel                 | −    | 1      | −      | 1      |
| 16     | Slowenien              | −    | 1      | −      | 1      |
| 16     | Schweden               | −    | 1      | −      | 1      |
| 19     | Italien                | −    | −      | 2      | 2      |
| 20     | Nordmazedonien         | −    | −      | 1      | 1      |
| 20     | Moldau                 | −    | −      | 1      | 1      |
| 20     | Niederlande            | −    | −      | 1      | 1      |
| Gesamt | Gesamt                 | 16   | 16     | 32     | 64     |